# Огонув (Люблінське воєводство)
Огонув (пол. Ogonów) — село в Польщі, у гміні Рики Рицького повіту Люблінського воєводства.
Населення — 99 осіб (2011).
У 1975-1998 роках село належало до Люблінського воєводства.

## Демографія
Демографічна структура станом на 31 березня 2011 року:
|          | Загалом | Допрацездатний вік | Працездатний вік | Постпрацездатний вік |
| -------- | ------- | ------------------ | ---------------- | -------------------- |
| Чоловіки | 51      | 7                  | 39               | 5                    |
| Жінки    | 48      | 12                 | 24               | 12                   |
| Разом    | 99      | 19                 | 63               | 17                   |